# كيث هينيسي
كيث هينيسي (بالإنجليزية: Keith Hennessy)‏ هو مصمم رقص أمريكي، ولد في 1959.